# آرثر ك. شابيرو
آرثر ك. شابيرو (بالإنجليزية: Arthur K. Shapiro)‏ هو طبيب نفسي أمريكي، ولد في 1923 في نيويورك في الولايات المتحدة، وتوفي في 3 يونيو 1995 في وايت بلينس في الولايات المتحدة.